# Trybunał inkwizycji w Nawarze
Trybunał inkwizycji w Nawarze – trybunał inkwizycji hiszpańskiej dla królestwa Nawarry i krain baskijskich, działający w latach 1513–1820 (z przerwami 1808–1814). Jego siedzibą początkowo była Pampeluna (1513), później Estella (1514), Tudela (1515), Calahorra (1521) i ostatecznie Logroño (1570).

## Historia
Królestwo Nawarry zostało zajęte przez Kastylię w 1512. Już w następnym roku w nowo podbitym królestwie ustanowiono trybunał inkwizycji. Pomimo że Nawarra politycznie została przyłączona do Kastylii, tamtejsza inkwizycja została podporządkowana inkwizytorowi generalnemu Aragonii, a po ponownym zjednoczeniu inkwizycji kastylijskiej i aragońskiej w 1518 przyporządkowano ją sekretariatowi aragońskiemu w Radzie Najwyższej i Generalnej Inkwizycji.
Pierwsze lata istnienia trybunału cechowała duża niestabilność. Jego nominalną siedzibą była Pampeluna, jednak w praktyce już w 1514 inkwizytorzy przenieśli się do Estelli, a rok później do Tudeli. W wyniku inwazji francuskiej w 1521 inkwizytorzy przenieśli się jeszcze dalej na południe do Calahorry, która leżała już poza granicami Nawarry. Choć miał to być krok jedynie tymczasowy i kortezy nawarskie postulowały powrót trybunału do Pampeluny, po wyparciu wojsk francuskich Rada Najwyższej i Generalnej Inkwizycji (Suprema) zadecydowała, że Calahorra pozostanie główną siedzibą trybunału, z jurysdykcją nie tylko nad Nawarrą, ale także diecezją Calahorry i prowincjami baskijskimi.
W latach 1524–25 sąd najwyższy Nawarry oddelegował jednego ze swych sędziów do przeprowadzenia procesów domniemanych czarownic w dolinach Roncal i Salazar. Doszło do około 30 egzekucji, po czym inkwizytorzy Nawarry, którzy przeprowadzali właśnie wizytację górskich regionów królestwa, również włączyli się do procesów o czary. Jednakże Suprema wysłała do Nawarry swojego inspektora i zażądała przedstawienia akt procesowych. Na podstawie wyników inspekcji w grudniu 1526 Suprema wydała ogólne zalecenia dla trybunałów inkwizycyjnych w sprawie procesów o czary. Zalecały one umiar i rozwagę, sceptycznie odnosiły się do zarzutów stawianych czarownicom (choć nie negowały ich całkowicie) i kładły nacisk głównie na katechizację lokalnych społeczności, a nie na represje. Oskarżenia o czary powracały w regionach górskich Nawarry jeszcze przez kolejnych kilkanaście lat, jednak w świetle zachowanej dokumentacji miejscowa inkwizycja stosowała się do zaleceń Supremy.
Przez większą część XVI wieku (od 1539 do ok. 1600) głównym obiektem zainteresowań inkwizytorów Nawarry byli prawdziwi bądź domniemani protestanci. W praktyce byli to głównie cudzoziemcy – Francuzi oraz angielscy i flamandzcy kupcy i żeglarze. Szczególną podejrzliwość budzili Francuzi, z uwagi na toczącą się w ich kraju wojnę religijną i bliskość domen wodza francuskich kalwinistów Henryka z Nawarry. W 1539 w Bilbao spalono protestanta z Anglii, a w latach 1565-1599 pod zarzutem protestantyzmu spalono na stosie 18 Francuzów i jednego Anglika. W latach 1584–85 doszło także do procesów przeciwko nawarskim moryskom, w wyniku których stracono aż 30 osób oskarżonych o potajemne praktykowanie islamu. Z kolei w latach 1598-1601 skazano 48 kryptożydów z Genevilli (w tym 4 stracono i 14 wysłano na galery).
Najbardziej znanym i najszerzej opisywanym epizodem z dziejów inkwizycji z Nawarry są procesy o czary w Zugarramurdi w latach 1609-1614. W 1608 po francuskiej stronie pirenejskiej granicy rozpoczął swoją działalność Pierre de Lancre, delegowany przez parlament z Bordeaux do badania zarzutów o czary które pojawiły się w baskijskiej społeczności w Labourd. Wkrótce także po hiszpańskiej stronie granicy kilka kobiet (z których część powróciła dopiero z Labourd) wyznało miejscowym władzom, że są czarownicami i oskarżyło też inne osoby. Cztery autodenuncjatorki oddano w ręce inkwizytorów, którzy rozpoczęli wizytację obszarów przygranicznych. Nastąpiły kolejne aresztowania, łącznie zatrzymano 31 osób, jednak aż 13 z nich zmarło w więzieniu przed końcem procesu. Kulminacją pierwszej fazy tych procesów było wielkie auto da fe w listopadzie 1610, w którym 6 domniemanych czarownic spalono, 5 innych skazano pośmiertnie na spalenie zwłok, a 20 (w tym aż 8 pośmiertnie) pojednano z Kościołem.
Suprema początkowo zatwierdziła wyroki śmierci, jednak później powróciła do dawnego sceptycyzmu. Mianowała Alonso Salazara de Friasa swoim delegatem w trybunale inkwizycyjnym w Nawarze celem zbadania oskarżeń o czary. Salazar de Frias po przybyciu ogłosił edykt łaski, zapraszając wszystkich do składania zeznań na temat domniemanych czarów. Odzew był bardzo duży - aż 1802 osoby (w większości dzieci i nastolatkowie) dokonały autodenuncjacji, przyznając się do uprawiania czarów, a w swych zeznaniach wymieniły jako wspólników jeszcze około 5 tys. innych osób. Salazar de Frias po drobiazgowym śledztwie odrzucił wszystkie oskarżenia (w tym samooskarżenia) jako niewiarygodne. Na podstawie jego raportu Suprema w 1614 wydała instrukcje dotyczące procesów o czary, które zakazywały skazywania kogokolwiek za czary wyłącznie na podstawie jego własnych zeznań lub zeznań innych domniemanych czarownic i wprowadzała takie standardy dowodzenia, które praktycznie uniemożliwiały wydanie w takich sprawach wyroku skazującego.
Po roku 1610 intensywność działania nawarskiego trybunału znacznie zmalała. Region Nawarry w niewielkim zakresie dotknięty był imigracją marranów portugalskiego pochodzenia, których podejrzewano o kryptojudaizm. Z uwagi jednak na bliskość francuskich miast Bayonne i Bordeaux, gdzie mieszkały liczne społeczności portugalskich marranów, często była dla nich regionem tranzytowym. Marrani podróżujący przez Nawarrę i kraje biskajskie od czasu do czasu wpadali w ręce inkwizytorów. Autos da fe z udziałem judaizantów miały miejsce w Logroño w latach 1625, 1631, 1634, 1640, 1662, 1664, 1666–1671, 1700, 1713–1715, 1719, 1721, 1724, 1726 i 1747. Ostatnie wyroki śmierci zarządzone przez ten trybunał dotyczyły właśnie portugalskich judaizantów i odbyły się w 1719 (egzekucja in persona) oraz w 1747 (egzekucja symboliczna, in effigie).
Trybunał nawarski został po raz pierwszy zniesiony w grudniu 1808 na podstawie dekretu narzuconego przez Francuzów króla Józefa Bonaparte. Ponownie utworzono go w 1814, ale w 1820 zniesiono go definitywnie.

## Obszar jurysdykcji
Obszar jurysdykcji trybunału początkowo ograniczał się do królestwa Nawarry. Jednakże po przeniesieniu w 1521 siedziby do położonej w Kastylii Calahorry rozszerzono jego jursydykcję także na obszary należące do Kastylii, tj. diecezja Calahorry, prowincje baskijskie Vizcaya, Guipuzcoa i Alava, prowincja Kantabria oraz kastylijska część diecezji Tarazony.
Pomimo że inkwizycja hiszpańska poza Kastylią z reguły obsadzała wyższe stanowiska w swoich trybunałach Kastylijczykami i niewiele dbała o znajomość przez nich miejscowego języka czy zwyczajów, okręg Nawarry przez pewien czas był pod tym względem wyjątkiem. W ciągu XVI wieku starano się obsadzać stanowiska inkwizytorów oraz oskarżycieli ludźmi miejscowymi, rozumiejącymi język baskijski. Funkcjonariusze ci zwykle też długo (nawet ok. 30 lat) pozostawali na swoich stanowiskach, mimo że co do zasady praktykowano dużą rotację wyższego personelu i w pozostałych trybunałach w Hiszpanii średni okres sprawowania urzędu inkwizytorskiego w jednym trybunale wynosił około 5 lat. Jednak od mniej więcej przełomu XVI/XVII wieku polityka personalna względem trybunału nawarskiego nie różniła się od tej praktykowanej wobec innych trybunałów.

## Archiwum i statystyki działalności
Archiwum trybunału nawarskiego zostało całkowicie zniszczone przez wojska napoleońskiej Francji, które w 1808 splądrowały siedzibę trybunału. Przechowywany w Narodowym Archiwum Historycznym (AHN) w Madrycie zbiór Tribunal de la Inquisición de Logroño to jedynie dokumentacja przejętego przez państwo hiszpańskie po 1820 majątku tego trybunału.
Pomimo tego, historia trybunału nawarskiego może być dość dokładnie odtworzona w oparciu o dokumentację przechowywaną w archiwum Supremy w AHN w Madrycie. Zachowała się niemal kompletna seria dorocznych raportów trybunału nawarskiego o sprawach zakończonych (tzw. relaciones de causas despachados) oraz uzupełniające je relacje z ceremonii auto da fe oraz standardowa korespondencja trybunału z Supremą.
Relaciones de causas trybunału nawarskiego informują o 4234 procesach formalnych między 1540 a 1700, choć zawierają one kilka znaczących luk (np. w latach 40. i 60. XVI wieku oraz w latach 80. XVII wieku). Ogółem Gustav Henningsen ocenia, że w tym okresie trybunał ten osądził ponad 5,2 tys. podejrzanych. W końcowym okresie działalności (1700–1820) jego aktywność znacznie zmalała. W latach 1700–1746 udokumentowanych jest 320 procesów, w latach 1747-1808 – 648 procesy, a 1814-1820 zaledwie 15 procesów (dane niepełne). Najgorzej udokumentowany jest początkowy okres, ale wiadomo, że podczas wizytacji dystryktu w latach 1538/39 inkwizytorzy nałożyli pokuty na 187 osób, a jednego Anglika oskarżonego o protestantyzm skazali na śmierć (został spalony na stosie w Bilbao w 1539). Trzy kolejne osoby spalono w ciągu następnych 20 lat (do 1559).
William Monter podaje następujące statystyki dla publicznych autos da fe w okręgu Nawarry w latach 1560 – 1610:
| Okres           | Liczba autos-da-fe | Ogólna liczba skazanych | Egzekucje in persona | "Egzekucje" in effigie |
| --------------- | ------------------ | ----------------------- | -------------------- | ---------------------- |
| 1560-1579       | 11                 | 544                     | 13                   | 37                     |
| 1580-1599       | 12                 | 709                     | 68                   | 45                     |
| 1600-1610       | 5                  | 158                     | 6                    | 5                      |
| razem 1560-1610 | 28                 | 1411                    | 87                   | 87                     |

Po roku 1610 egzekucje w trybunale nawarskim zdarzały się już tylko wyjątkowo: dwie egzekucje in effigie miały miejsce w 1662, jedna rzeczywista egzekucja odbyła się w 1719 i jedna egzekucja in effigie w 1747.